# Spiel auf Bewährung
Spiel auf Bewährung (Originaltitel Gridiron Gang) ist ein US-amerikanischer Film aus dem Jahr 2006. Die Hauptrollen spielen Dwayne Johnson und Xzibit. Regie beim Sport-Drama führt Phil Joanou nach dem Drehbuch von Jeff Maguire. Der Film basiert auf der wahren Geschichte der Kilpatrick Mustangs während der Football-Saison 1990.

## Handlung
Sean Porter ist Bewährungshelfer in einer Jugendstrafanstalt, in der er zusammen mit seinem Kollegen, Malcolm Moore, eine Gruppe jugendlicher Schwerverbrecher in vier Wochen in ein Footballteam verwandeln will. Konfrontiert mit Gangrivalitäten und Hass zwischen den Mitgliedern seines Teams, versucht Porter den Insassen Sinn für Selbstachtung und Verantwortung zu vermitteln. Trotz anfänglicher Schwierigkeiten schaffen sie es sogar in die Playoffs und gewinnen. Sie verlieren dann aber das Spiel um die Meisterschaft. Dennoch spielen einige Spieler weiter Football, nur diesmal professionell.
Da laut Statistik rund 75 Prozent dieser jugendlichen Insassen wieder in den Knast zurückkehren oder tot auf der Straße enden, stehen Porter und Moore scheinbar unüberwindbaren Hürden gegenüber. Hinzu kommt, dass niemand gegen verurteilte Kriminelle antreten will. Erst durch harte Arbeit und viel Motivation können sich Porter und sein Team den Weg zu einer zweiten Chance erkämpfen.

## Hintergründe
Premiere war in den USA bereits am 15. September 2006. In Deutschland lief der Film am 4. Januar 2007 in den Kinos an.
Spiel auf Bewährung basiert auf einer wahren Begebenheit. Er wurde von der preisgekrönten 1993er Dokumentation gleichen Namens inspiriert und an Originalschauplätzen gedreht. Die Produktionskosten betrugen ca. 30 Millionen US-Dollar. An seinem Einspielwochenende spielte der Film in den USA 15 Millionen US-Dollar ein und landete so auf Platz 1 der US-Kino-Charts. Der Film spielte in den USA insgesamt rund 38 Millionen US-Dollar ein, weltweit 50 Millionen US-Dollar.
Während einer Trainingszene im Film trägt Dwayne Johnson die Nummer 94 auf seinem Trikot, diese trug er auch in seiner Zeit bei den Miami Hurricanes. Das Logo der Mustangs im Film ist dasselbe wie das der Calgary Stampeders in der Canadian Football League. In diesem Club spielte Dwayne Johnson nach dem College, er verletzte sich jedoch und wurde aus dem Kader genommen.

## Presse und Kritiken
Zugegeben, originell ist die Geschichte für Peter Uehling nicht. „Der Film fürchtet sich nicht, seine Zuschauer auf durchaus herkömmliche Weise zu rühren. Dennoch ist er in seiner Geradlinigkeit auch stark. Er weicht seine Figuren nicht psychologisch auf, dichtet ihnen keine hintergründigen Motivationen an, sondern bringt ihre objektiven Problemlagen auf den Punkt: Dies ist geschehen, das sind die Folgen, und das kannst du dagegen tun. Der Film buchstabiert das nicht mit aller Härte aus, er ist in Licht und Kamera wohl etwas zu warm und weich gestaltet. Damit geht er jedoch auch auf Abstand zu wohlfeil krassen Bildern von Brutalität und Elend.“ 4. Januar 2007 | Berliner Zeitung
Dwayne „The Rock“ Johnson wandelt sich laut Michael Kohler zu einem untrüglichen Zeichen für ein gut gemachtes B-Picture. Die „Mischung der Genres ist in ästhetischer Hinsicht nicht sonderlich originell, aber überaus solide inszeniert und mit der nötigen Prise Realitätssinn ausgestattet. Ein liberaler Geist weht durch dieses nach einer wahren Begebenheit entstandene Aufbruchsdrama hinter Gittern, und man darf vermuten, dass gerade das The Rocks Rollenwahl beeinflusst hat. Den Eindruck der Faktentreue versuchen Regisseur Phil Joanou und Autor Jeff Maguire nicht nur im Zitieren der tatsächlichen Rückfallquote, sondern bis in einzelne Formulierungen hinein zu erhärten.“ 2. Januar 2007 | film-dienst 01/2007
Wie Margret Köhler weiß, wurde „übrigens tatsächlich im Camp Kilpatrick gedreht, um die Authentizität zu wahren. Und auch einige Ex-Mustang-Spieler wirken als Komparsen mit. Zwar verliert Joanou das Schicksal seiner Schützlinge gegen Ende etwas aus den Augen und interessiert sich primär für ihre sportlichen Leistungen, aber wenn im Abspann Ausschnitte aus der Doku laufen und berichtet wird, wie Mitglieder der ersten Mannschaft den Weg in ein Leben ohne Kriminalität gefunden und das SPIEL AUF BEWAEHRUNG bestanden haben, ist man wieder versöhnt.“ 1. Januar 2007 | br-online.de

## Synchronisation
Ins Deutsche synchronisiert wurde der Film durch Scalamedia in München. Dialogregie führte Peter Woratz nach einem Dialogbuch von Eva Schaaf.
| Name            | Position im Team | Schauspieler         | Synchronsprecher         |
| --------------- | ---------------- | -------------------- | ------------------------ |
| Sean Porter     | Trainer          | Dwayne Johnson       | Ingo Albrecht            |
| Malcolm Moore   | Co-Trainer       | Xzibit               | Tobias Kluckert          |
| Paul Higa       | -                | Leon Rippy           | Joachim Höppner          |
| Ted Dexter      | -                | Kevin Dunn           | Gudo Hoegel              |
| Bug Wendal      | Wasserträger     | Brandon Mychal Smith |                          |
| Miguel Perez    | Spieler          | Danny Martinez       | Johannes Raspe           |
| Junior Palaita  | Spieler          | Setu Taase           | Dominik Auer             |
| Kelvin Owens    | Spieler          | David V. Thomas      | Marc Stachel             |
| Kenny Bates     | Spieler          | Trever O’Brien       | Benedikt Weber           |
| Donald Madlock  | Spieler          | James Earl           | Hubertus von Lerchenfeld |
| Leon Hayes      | Spieler          | Mo Mc Rea            | Manuel Straube           |
| Willie Weathers | Spieler          | Jade Yorker          | Stefan Günther           |
| Jamal Evans     | Zeugwart         | Jamal Mixon          | Philipp Brammer          |